# اختبار كومبس
اختبار كومبس (المعروف أيضا باسم كومبس تست أو اختبار مضاد الجلوبيولين أو AGT) هو أحد اثنين من اختبارات الدم السريرية المستخدمة في الدمويات المناعية وأمراض المناعة. واختباري كومبس هما اختبار كومبس المباشر (DCT، المعروف أيضا باسم اختبار مضاد الجلوبيولين المباشر أو DAT)، واختبار كومبس غير المباشر (المعروف أيضا باسم اختبار مضاد الجلوبولين غير مباشر أو IAT)
يستخدم اختبار كومبس المباشر لاختبار فقر الدم الانحلالي ذاتي المناعة. أي: حالة من انخفاض عدد خلايا الدم الحمراء (المعروفة أيضا باسم كرات الدم الحمراء) الناجمة عن تحلل أو تكسير أغشية خلايا الدم الحمراء بواسطة جهاز المناعة مما يتسبب في تدمير خلايا الدم الحمراء.
في بعض الأمراض أو الحالات، قد يحتوي دم الفرد على الأجسام المضادة لـ (IGg) التي يمكن أن ترتبط خصيصا بمستضدات على سطح غشاء كرة الدم الحمراء، يمكن لكرات الدم الحمراء لديه أن تصبح مغلفة بأجسام مضادة ل IGg سواء ذاتية أو خارجية. البروتينات المكملة قد ترتبط في وقت لاحق بالأجسام المضادة المرتبطة وتسبب تدمير خلايا الدم الحمراء. يستخدم اختبار كومبس المباشر للكشف عن هذه الأجسام المضادة أو البروتينات المكملة التي ترتبط بسطح خلايا الدم الحمراء؛ يتم أخذ عينة دم وتغسل كرات الدم الحمراء (لإزالة بلازما المريض نفسها) ومن ثم توضع في حضانة مضاد الجلوبيولين البشري (المعروف أيضا باسم «كاشف كومبس»). إذا نتج عن ذلك تراكم كرات الدم الحمراء، فإن اختبار كومبس المباشر يصبح إيجابي، في إشارة مرئية إلى أن الأجسام المضادة (و / أو البروتينات المكملة) قد ارتبطت بسطح خلايا الدم الحمراء.
يستخدم اختبار كومبس غير المباشر في اختبارات ما قبل الولادة للنساء الحوامل، وفي اختبار الدم قبل عملية نقل الدم. يكتشف الاختبار الأجسام المضادة ضد كرات الدم الحمراء التي تكون موجودة بشكل غير مرتبط في مصل دم المريض. في هذه الحالة، يتم استخراج المصل عن طريق أخذ عينة دم من المريض. ثم يتم تحضين المصل مع كرات الدم الحمراء «ذات ضدية معروفة»؛ وهذا يعني، كرات الدم الحمراء ذات القيم المرجعية المعروفة من عينات دم المريض الأخرى. وأخيرا، يتم إضافة مضاد الجلوبيولين البشري. في حالة حدوث تراكم كرات الدم الحمراء، يكون اختبار كومبس غير المباشر إيجابيا.

## آلية الاختبار
يستند اختباري كومبس على حقيقة أن الأجسام المضادة غير البشرية، التي تنتجها الفصائل المناعية غير البشرية مع المصل البشري، سوف ترتبط بالأجسام المضادة البشرية، عادة الجلوبولين المناعي IgG أو IgM . سوف ترتبط أيضا الأجسام المضادة الحيوانية بالأجسام المضادة البشرية التي قد تكون ثابتة على المستضدات الموجودة على سطح خلايا الدم الحمراء (التي يشار إليها بكرات الدم الحمراء)، في ظروف أنبوب الاختبار المناسبة يمكن لذلك أن يؤدي إلى تراكم كرات الدم الحمراء. ظاهرة تراكم كرات الدم الحمراء هامة هنا، لأن تراكمها هذا من الممكن تصويره. عندما يُرى التكتل يكون الاختبار إيجابي، وعندما لا يُرى التكتل فالاختبار سلبي.

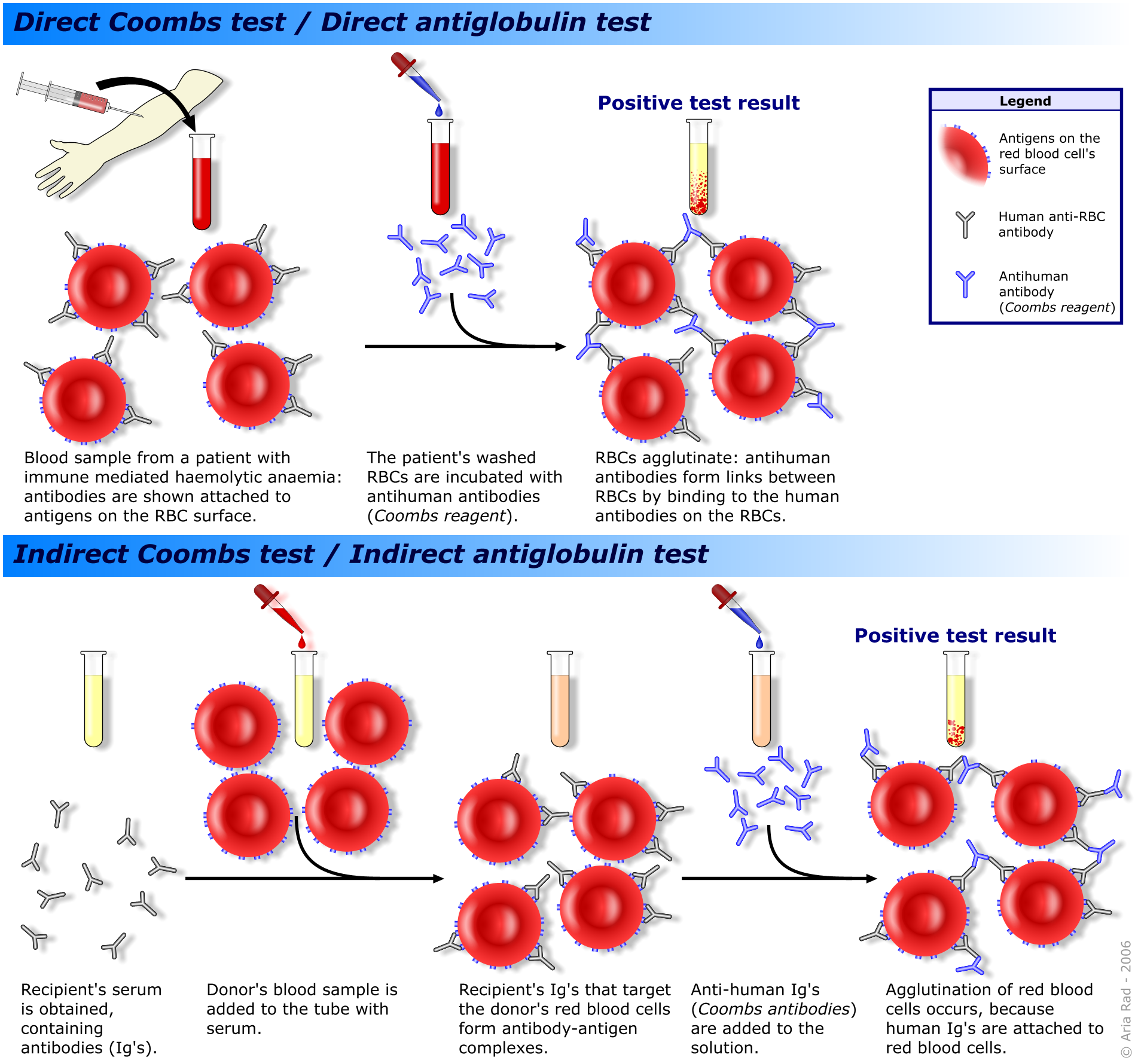
مخطط يبين اختبارات كومبس المباشرة وغير المباشرة

تشمل الاستخدامات السريرية الشائعة لاختبار كومبس تحضير الدم لعمليات نقل الدم في اختبار التطابق، والأجسام المضادة غير النمطية في بلازما الدم لدى النساء الحوامل كجزء من الرعاية السابقة للولادة، والكشف عن الأجسام المضادة لتشخيص فقر الدم الانحلالي المناعي.
يتم إجراء اختبارات كومبس باستخدام كرات الدم الحمراء أو مصل الدم (الاختبار المباشر أو غير المباشر، على التوالي) من عينات الدم الوريدية الكاملة التي تؤخذ من المرضى عن طريق البزل الوريدي. يتم أخذ الدم الوريدي إلى المختبَر (أو بنك الدم)، حيث تقوم الكوادر الفنية العلمية المدربة باختبارات كومبس. يتم تقييم الأهمية الطبية للنتيجة من قبل الطبيب الذي طلب اختبار كومبس، ربما بمساعدة طبيب أمراض دم من المختبَر.

## اختبار كومبس المباشر
يستخدم اختبار كومبس المباشر (المعروف أيضا باسم اختبار مضاد الجلوبيولين المباشر أو DAT) للكشف عن إذا ما كانت الأجسام المضادة أو عوامل النظام المكمل قد ارتبطت بمستضدات سطح كرات الدم الحمراء داخل الجسم. اختبار كومبس المباشر لم يعد مطلوبا حاليا في اختبارات ما قبل نقل الدم ولكن ربما يتم إجراءه في بعض المختبرات.

### أمثلة على الأمراض التي تعطي اختبار كومبس المباشر إيجابيا
يتم استخدام اختبار كومبس المباشر سريريًا عند الاشتباه في الإصابة بفقر الدم الانحلالي المناعي (تدمير كرات الدم الحمراء بواسطة الأجسام المضادة). يشير اختبار كومبس الإيجابي إلى وجود آلية مناعية تهاجم كرات الدم الحمراء الخاصة بالمريض. هذه الآلية يمكن أن تكون مناعة ذاتية، أو مناعة متباينة أو آلية مناعية يسببها الدواء.

### أمثلة من انحلال الدم المناعي المتباين
المرض الانحلالي عند حديثي الولادة (المعروف أيضا باسم HDN أو كثرة أرومات الحمر الجنينية)
المرض ريسوس الانحلالي عند حديثي الولادة (المعروف أيضا باسم مرض ره)
المرض الانحلالي ABO من الأطفال حديثي الولادة (اختبار كومبس المباشر قد يكون فقط ضعيف الإيجابية)
مرض مضاد كيل الانحلالي لحديثي الولادة
المرض الانحلالي ر ه «ج» عند الأطفال حديثي الولادة
المرض الانحلالي ره "E" لحديثي الولادة
عدم التوافق مع فصيلة دم أخرى (ره E، ره «ج»، كيد، دافي، MN، P وغيرها)
رد الفعل الانحلالي بعد نقل الدم بواسطة المناعة المتباينة

### أمثلة على انحلال الدم الذاتي المناعة / انحلال الدم المناعي
فقر الدم الانحلالي ذاتي المناعة بواسطة الأجسام المضادة الدافئة
مجهولة السبب
الذئبة الحمامية الجهازية
متلازمة ايفانز (الأجسام المضادة المحللة للدم والأجسام المضادة للصفائح الدموية)
فقر الدم الانحلالي المناعي بواسطة الأجسام المضادة الباردة
متلازمة هيماغلوتينين الباردة مجهولة السبب
مرض فالدنشتروم
كثرة كريات الدم البيضاء المعدية
مرض كثرة الهيموجلوبين البارد مجهول السبب (نادر)

### انحلال الدم المناعي الناتج عن الأدوية
ميثيل دوبا (النوع الثاني من فرط الحساسية الناتج عن IGg)
البنسلين (جرعة عالية)
الكينيدين (تفعيل المسار الكلاسيكي للمكملات ومركب مهاجمة الغشاء بواسطة الجلوبولين المناعي IgM، MAC)
(جهاز ذاكرة يتذكر أن DAT يختبر كرات الدم الحمراء، ويستخدم لاختبار الأطفال الذين يعانون من مرض الدم الانحلالي عند حديثي الولادة، وهو: مرض ره، R = كرات الدم الحمراء، D = DAT).

### طريقة المختبر
تغسل كرات الدم الحمراء للمريض (لإزالة مصل المريض نفسه) ثم تتعرض للطرد مع الجلوبيولين غير البشري (المعروف أيضا باسم كاشف كومبس). إذا تم التصاق الجلوبيولين المناعي أو العوامل المكملة على سطح كريات الدم الحمراء داخل الجسم، فإن الجلوبيولين غير البشري يلتصق بكرات الدم الحمراء وسيكون اختبار كومبس المباشر ايجابيا. (يرد تمثيل مرئي لاختبار كومبس المباشر الإيجابي في النصف العلوي من المخطط).

## اختبار كومبس غير المباشر
يستخدم اختبار كومبس غير المباشر (المعروف أيضا باسم اختبار مضاد الجلوبيولين غير مباشر أو IAT) للكشف في المختبر عن تفاعل الأجسام المضادة ـ المستضد. يتم استخدامه للكشف عن تركيزات منخفضة جدا من الأجسام المضادة الموجودة في بلازما المريض / مصل الدم قبل نقل الدم. في رعاية ما قبل الولادة، يستخدم اختبار كومبس غير المباشر للفحص عن الأجسام المضادة لدى النساء الحوامل والتي يمكن أن تسبب المرض الانحلالي عند حديثي الولادة. يمكن أيضا أن يستخدم اختبار كومبس غير المباشر لاختبار التوافق وتحديد الأجسام المضادة ومعرفة النمط الظاهري لكرات الدم الحمراء ودراسات المعايرة.

### أمثلة على الاستخدامات السريرية لاختبار كومبس غير المباشر

#### إعداد نقل الدم
يستخدم اختبار كومبس غير المباشر للكشف عن الأجسام المضادة في إعداد الدم لنقل الدم. يجب أن يكون دم كلا من المتبرع والمتلقي متطابقين من حيث الفصيلة وعامل الريسوس. يتم فحص دم المتبرع للكشف أيضا عن العدوى في عمليات منفصلة.

#### فحص الأجسام المضادة
يتم فحص عينة دم من المتلقي وعينة دم من كل وحدة من دم المتبرع للكشف عن الأجسام المضادة مع اختبار كومبس غير المباشر. تحتضن كل عينة ضد طائفة واسعة من كرات الدم الحمراء التي تُظهر معا مجموعة كاملة من المستضدات السطحية (أي أنواع الدم).

#### اختبار التوافق
يستخدم اختبار كومبس غير المباشر للكشف في عينة من مصل المتلقي عن الأجسام المضادة ضد عينة من كرات الدم الحمراء من دم المتبرع. هذا ما يسمى في بعض الأحيان التطابق المتبادل.

#### فحص الأجسام المضادة قبل الولادة
يستخدم اختبار كومبس غير المباشر لفحص النساء الحوامل عن الأجسام المضادة (IGg) التي من المحتمل أن تمر عبر المشيمة إلى دم الجنين وتسبب المرض الانحلالي عند حديثي الولادة.

#### طريقة المختبر
كومبس غير المباشر هو اختبار على مرحلتين. (يظهر التطابق المتبادل في النصف السفلي من المخطط كمثال لاختبار كومبس غير المباشر).

#### المرحلة الأولى
يتم تحضين خلايا الدم الحمراء المغسولة (كرات الدم الحمراء) مع مصل بشري معروف. إذا كان المصل يحتوي على أجسام مضادة للمستضدات على سطح كريات الدم الحمراء، فإن الأجسام المضادة سترتبط على سطح كرات الدم الحمراء.

#### المرحلة الثانية
تُغسل كرات الدم الحمراء ثلاث أو أربع مرات مع محلول ملحي متساوي التوتر ومن ثم تحضّن مع الجلوبيولين غير البشري. إذا ارتبطت الأجسام المضادة بمستضدات سطح كريات الدم الحمراء في المرحلة الأولى، سوف تتراكم كرات الدم الحمراء عندما تحضينها مع الجلوبيولين غير البشري (المعروف أيضا بكاشف كومبس) في هذه المرحلة، سوف تكون نتيجة اختبار كومبس غير المباشر إيجابية.

#### المعايرة
تتم عن طريق تخفيف مصل يحتوي على أجسام مضادة فإن كمية الأجسام المضادة في مصل الدم يمكن قياسها. ويتم ذلك باستخدام تخفيفات مضاعفة من مصل الدم وإيجاد الحد الأقصى لتخفيف مصل الاختبار القادر على إنتاج تراكم كرات الدم الحمراء المعنية.

## كاشف كومبس
يستخدم كاشف كومبس (المعروف أيضا باسم كومبس مضاد الجلوبيولين أو الجلوبيولين غير البشري) في كل من اختبار كومبس المباشر واختبار كومبس غير المباشر. كاشف كومبس هو مضاد الجلوبيولين البشري. يصنع عن طريق حقن الجلوبيولين البشري في الحيوانات، والتي تنتج الأجسام المضادة المحددة للمناعية البشرية وعوامل النظام المكمل البشري. يمكن استخدام كواشف كومبس الأكثر تحديدا أو الأجسام المضادة وحيدة النسيلة.

## الوسط التعزيزي
كل من الجلوبيولين المناعي IgM و IgG يرتبط بقوة مع المستضدات الخاصة بهم. الأجسام المضادة أكثر تفاعلية عند 37 درجة مئوية. يتم الكشف عن الأجسام المضادة للجلوبيولين المناعي IgG بسهولة في المياه المالحة وفي درجة حرارة الغرفة. حيث أن الأجسام المضادة لـ IgM قادرة على الربط بين كرات الدم الحمراء بسبب حجمها الكبير، وتخلق بكفاءة ما يعتبر تراكم. بينما الأجسام المضادة لـ IgG تكون أصغر وتتطلب المساعدة على الترابط جيدا بما فيه الكفاية لتشكيل رد فعل التراكم المرئي. يشار إلى الكواشف المستخدمة لتعزيز كشف الجلوبيولين المناعي IgG باسم «المحفزات». كرات الدم الحمراء لديها شحنة إجمالية سالبة تدعى زيتا والتي تسبب لها التنافر الطبيعي مع بعضها البعض. المحفزات تقلل شحنة زيتا على أغشية خلايا الدم الحمراء. تشمل المحفزات الشائعة محلول منخفض القوة الأيونية (LISS)، والألبيومين، والبولي ايثيلين جلايكول (PEG)، والأنزيمات المحللة للبروتين.

## التاريخ
وصف اختبار كومبس لأول مرة في عام 1945 من قبل علماء المناعة بجامعة كامبريدج روبن كومبس (الطبيب البيطري الذي سُمي الاختبار باسمه)، وآرثر مورانت، وروب ريس. تاريخيا، تم القيام به في أنابيب الاختبار. أما اليوم، عادة ما يتم الاختبار باستخدام ميكروأري وتكنولوجيا الهلام.

## وصلات خارجية
- Online Coombs test - Online Coombs Test
- Coombs testing - Institute for Transfusion Medicine.
- Coombs’ test - direct - Medlineplus.org.
- Coombs’ test - indirect - Medlineplus.org.
- Acute Anemia - emedicine.com
- Drugs that cause haemolytic anemia - Merck Manual